# Nișcov, Buzău
Nișcov este un sat în comuna Vernești din județul Buzău, Muntenia, România. Se află în partea centrală a județului, în Subcarpații de Curbură, aproape de Nișcov, la capătul estic al depresiunii Nișcov.
La sfârșitul secolului al XIX-lea, satul Nișcov era reședința comunei Gura Nișcovului, care avea 2100 de locuitori ce trăiau în 491 de case, grupate în satele: Cârlomănești, Mierea, Nișcovu, Nișcovu de peste Gârlă, Poșircești, Săsenii Noi, Săsenii Vechi și Valea-Săsenii Noi. Zona satului Nișcov servise drept refugiu pentru locuitorii Buzăului, care își mutaseră târgul aici în timpul Războiului Ruso-Turc din 1806–1812, când orașul a fost distrus. În această perioadă, Nișcovul a servit atât ca târg al întregului județ cât și ca centru cultural.
Comuna Gura Nișcovului avea, în anul 1901, o școală cu 48 de elevi, și 4 biserici, la Nișcov, Cârlomănești, Săsenii Noi și Săsenii Vechi.
În 1925, satul Nișcov făcea parte, împreună cu alte 7 sate (Cârlomănești, Mierea, Nișcov-peste-Gârlă, Poșircești, Săsenii-Noi, Săsenii-Vechi și Valea-Săsenii-Noi ) din comuna Gura-Nișcov, plasa Nișcov și avea 3529 de locuitori.
În 1950, comuna a fost inclusă în raionul Buzău al regiunii Buzău și apoi (după 1952) al regiunii Ploiești. În timp, ea a luat numele de Nișcov de la satul de reședință. În 1968, comuna Nișcov a fost desființată, iar satele ei au fost transferate comunei Vernești, arondată județului Buzău. Tot atunci, satul Nișcov a inclus în el și satul Livezile (fost Poșircești).